# Maule (fiume)
Il Maule (nel mapudungun piovoso) è uno dei fiumi più importanti del Cile e, per estensione di bacino, uno dei maggiori fiumi del paese.
Il Maule nasce dall'omonima laguna, nel comune di San Clemente.
Il Maule è fortemente collegato alla storia del Cile già dal tempo preispanico, alla conquista del paese, al periodo coloniale, alle guerre di indipendenza, alla storia moderna, all'agricoltura (vini, raccolti tradizionali), all'economia, alla cultura (letteratura, poesia, folklore), alla religione ed alla politica.
Il fiume segnalava il confine sud dell'impero inca.
Molti uomini e donne famosi nella storia del Cile sono stati nati nella regione (Región del Maule) che prende nome dal fiume.

## Principali affluenti del Maule
- Melado
- Claro I
- Cipreses
- Colorado
- Puelche
- Claro II
- Loncomilla

- Perquilauquén
- Longaví
- Achibueno
- Ancoa
- Putagán
- Purapel
- Cauquenes

- Estero de los Puercos